# مدولاگو
مدولاگو (به ایتالیایی: Medolago) یک کومونه در ایتالیا است که در استان برگامو واقع شده‌است.

## خصوصیات
مدولاگو ۳٫۸ کیلومترمربع مساحت و ۲٬۲۳۱ نفر جمعیت دارد و ۲۴۶ متر بالاتر از سطح دریا واقع شده‌است.